# Putim
Putim település Csehországban, Píseki járásban. Putim Kestřany, Ražice, Heřmaň és Písek településekkel határos. Lakosainak száma 557 fő (2024. január 1.).

## Népesség
A település lakosságának változását az alábbi diagram mutatja:
| Lakosok száma | 748  | 831  | 781  | 650  | 537  | 441  | 524  | 534  | 547  | 557  |
|               | 1869 | 1890 | 1921 | 1950 | 1980 | 2001 | 2017 | 2019 | 2022 | 2024 |